# Agréabilité
L'agréabilité (amabilité) est un trait de personnalité qui se manifeste dans des caractéristiques comportementales individuelles qui sont perçues comme gentilles, sympathiques, coopératives, chaleureuses et attentionnées. En psychologie de la personnalité, l'amabilité est, selon le modèle des Big Five l'une des cinq grandes dimensions de la structure de la personnalité, reflétant des différences individuelles dans la coopération et l'harmonie sociale. Les gens qui obtiennent un score élevé sur cette dimension ont tendance à croire que la plupart des gens sont honnêtes, décents et digne de confiance.
Les gens avec un score faible sur l'échelle de l'agréabilité sont généralement moins préoccupées par le bien-être interpersonnel et sont marqués par des rapports moins empathiques avec leur entourage. Par conséquent, ces personnes sont moins susceptibles d’afficher des comportements altruistes. Une faible agréabilité est souvent le reflet d'une méfiance et d'un scepticisme sur les motivations réelles des autres, ce qui entraîne la suspicion, la froideur et une certaine distance pouvant être perçue comme de l'hostilité. Les scores les plus faibles à cette dimension décrivent des personnes qui ont tendance à être manipulatrices dans leurs relations sociales. Elles sont également plus susceptibles de fonctionner sur un mode de concurrence plutôt que de coopération.
L'agréabilité est considérée comme étant un trait de niveau supérieur, ce qui signifie qu'elle regroupe un certain nombre de sous-traits qui se corrèlent ensemble de façon significative. Les traits ou facettes de niveau inférieur, décrits dans le NEO PI-R, sont la confiance, la droiture (franchise), l'altruisme, le respect (compliance), la modestie et la sensibilité.